# Globornica
Globornica är ett vattendrag i Kroatien. Det ligger i den centrala delen av landet, 70 km sydväst om huvudstaden Zagreb.